# Räfsa

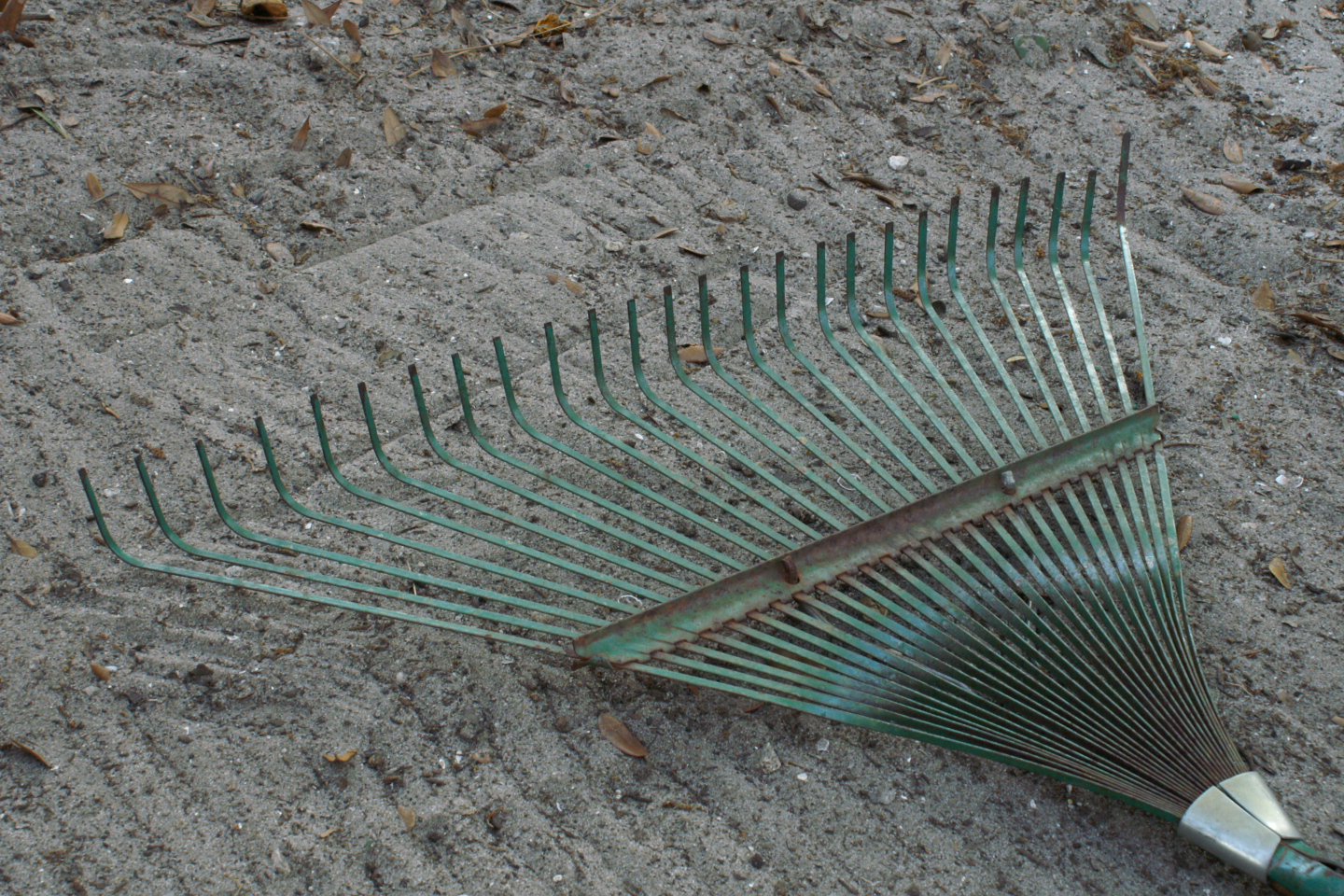
Räfsa

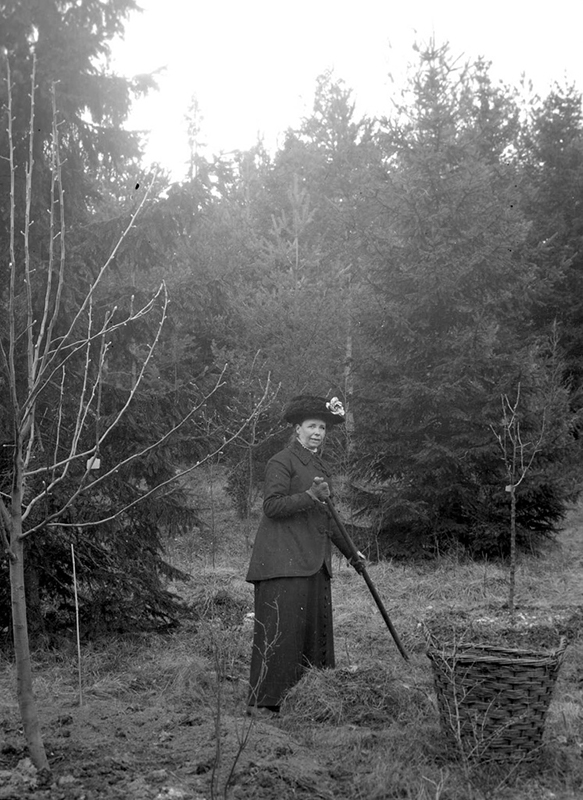
En kvinna räfsar (kring sekelskiftet 1900).

Räfsa är ett redskap som oftast används vid trädgårdsskötsel, främst vid hopsamling av löv, hö eller halm på marken. Äldre räfsor gjordes av trä med intappade träpinnar. Moderna räfsor består av långa fjädrande pinnar i metall eller plast fästa på ett långt skaft.
I Sverige förekom i äldre tid tre huvudtyper av räfsor. En typ med räfshuvudet stadgat med stödpinnar på vardera sidan av skaftet. Denna typ förekom omkring 1900 i Skåne, Blekinge, Öland, Gotland och södra Smålandskusten och finns bevarad i Nordiska museets föremålssamling. En typ där skaftet kluvits och räfshuvudet tappats i de båda delarna förekom främst i götalandskapen. I övriga Sverige, till stora delar överlappande de övriga förekomsterna men helt saknade i Sydsverige var den enkla räfsan, med räfshuvudet tappat direkt i skaftet.